# Trithemis nigra
Trithemis nigra é uma espécie de libelinha da família Libellulidae.
É endémica de São Tomé e Príncipe.
Os seus habitats naturais são: florestas subtropicais ou tropicais húmidas de baixa altitude e rios.
Está ameaçada por perda de habitat.